# Carl Heinrich Wilhelm Schönberg
Carl Heinrich Wilhelm Schönberg (*  11. Februar 1805 in Dresden; † 6. März 1865 in Chemnitz) war ein deutscher Bibliothekar und Schriftsteller. Er ist der Verfasser einer der ersten Biografien des erzgebirgischen Wildschützen Karl Stülpner.

## Leben
Schönberg wurde 1805 als unehelicher Sohn der Wilhelmine Schmied und des herrschaftlichen Kammerdieners Carl Heinrich Wilhelm Schönberg in Dresden geboren. Er war Pflegesohn des Kantors Christian Gottlob Weißbach (um 1770–1846), der ab 1806 in Weißbach tätig war. Ab 1820 besuchte Schönberg das Lyzeum in Chemnitz. Am 28. Juli 1827 immatrikulierte sich Schönberg an der Juristischen Fakultät der Universität Halle, wechselte aber zum 1. Juni 1829 an die Universität Leipzig. Ob er sein Studium erfolgreich abschloss, ist nicht bekannt. 1837 ist Schönberg als Fabrikschullehrer in Wilischthal nachweisbar. 1839 zog er nach Chemnitz, 1840 nach Lichtenstein/Sa., im gleichen Jahr wieder nach Weißbach, um 1841 in Chemnitz sesshaft zu werden. Dort wurde er Vorsteher der Goedsche’schen Leihbibliothek in der Langgasse 6. Spätestens 1847 begründete er eine eigene Bibliothek. Im Adressbuch 1847 wird als „Besitzer einer deutschen, französischen und englischen Leihbibliothek nebst einem Journalistikum“ bezeichnet. Diese verkaufte er 1861 an Friedrich Wilhelm Jacob.

Titelblatt der Stülpner-Biografie (1835)

Neben Friedrich von Sydow ist Schönberg der einzige Biograph Karl Stülpners, der diesen persönlich kannte. Laut Titelblatt des Buches  Carl Stülpner’s merkwürdiges Leben und Abenteuer als Wildschütz im sächsischen Hochgebirge waren Schönberg die enthaltenen Angaben von Stülpner „der Wahrheit gemäß mitgetheilt“ worden. Obwohl Schönberg die Druckgenehmigung der Zensurbehörde erteilt bekommen hatte, sodass die Schrift 1835 in einer Auflage von 700 Exemplaren gedruckt werden konnte, wurde sie einige Monate später auf Betreiben der Leipziger Sicherheitsbehörden vom Innenministerium verboten und die 259 noch unverkauften Exemplare beschlagnahmt. Währenddessen passierte derselbe Text jedoch erneut unbeanstandet die Zensur und fand in weit größerer Auflage in den Jahrgängen 1836 und 1837 des Zwickauer „Dampf-Kalender“ Verbreitung. Daraufhin kritisierte Schönberg den widersprüchlichen Vorgang in mehreren Petitionen und beantragte schließlich eine Entschädigung von 100 Talern, die ihm das Ministerium Anfang 1838 tatsächlich zubilligte. Das Verbot blieb allerdings weiterhin bestehen.

## Schriften
- Carl Stülpner’s merkwürdiges Leben und Abenteuer als Wildschütz im sächsischen Hochgebirge, Zschopau 1835, urn:nbn:de:bsz:14-db-id4015862004.
- Scharfensteins neue große Spinnerei in Verbindung mit dem Schlosse und dessen höchst romantischer Umgebung, 1836, urn:nbn:de:bsz:14-db-id3834798192.